# Waldems
Waldems är en kommun  i Rheingau-Taunus-Kreis i det tyska förbundslandet Hessen. Waldems, som för första gången omnämns i ett dokument från år 772, har cirka 5 000 invånare. 
Kommunen bildades 1 augusti 1972 genom en sammanslagning av de tidigare kommunerna Bermbach, Esch, Niederems, Reichenbach, Steinfischbach och Wüstems.

## Ortsteile
Waldems består av sex Ortsteile: Bermbach, Esch, Niederems (med Reinborn), Reichenbach, Steinfischbach och Wüstems.